# Hymn Ugandy
Oh Uganda, Land of beauty (ang. Ugando, kraju piękna) jest państwowym hymnem Ugandy. Powstał w 1962 roku i został napisany przez George’a Wilberforce’a Kakomę.

## Tekst hymnu

### Tekst angielski
Oh Uganda! may God uphold thee,
We lay our future in thy hand.
United, free,
For liberty
Together we’ll always stand.
Oh Uganda! the land of freedom.
Our love and labour we give,
And with neighbours all
At our country’s call
In peace and friendship we’ll live.
Oh Uganda! the land that feeds us
By sun and fertile soil grown.
For our own dear land,
We’ll always stand,
The Pearl of Africa’s Crown.

### Polskie tłumaczenie
O, Ugando! Niech Bóg Cię wspiera,
Swą przyszłość składamy na Twe ręce.
Zjednoczeni, wolni,
Za wolność
Razem zawsze staniemy.
O, Ugando! kraju wolności.
Dajemy naszą miłość i pracę,
Razem z sąsiadami
Gotowi służyć krajowi
W pokoju i przyjaźni żyć będziemy.
O, Ugando! ziemio, karmiąca nas
wyrośliśmy na żyznej ziemi, pod słońcem.
Za nasz własny, drogi kraj,
Zawsze staniemy,
Perła w Koronie Afryki.